# Argenton-l'Église
Argenton-l'Église är en kommun i departementet Deux-Sèvres i regionen Nouvelle-Aquitaine i västra Frankrike. Kommunen ligger i 2 kantoner efter en kommunsammanslagning 1973. År 2015 hade Argenton-l'Église 1 638 invånare.

## Befolkningsutveckling
Antalet invånare i kommunen Argenton-l'Église
| Referens: INSEE |